# Maoricrypta youngi
Maoricrypta youngi är en snäckart som beskrevs av Powell 1940. Maoricrypta youngi ingår i släktet Maoricrypta och familjen toffelsnäckor. Inga underarter finns listade i Catalogue of Life.